# Hyperolius sankuruensis
Hyperolius sankuruensis is een soort kikker uit de familie der rietkikkers. De soort werd voor het eerst wetenschappelijk beschreven door Raymond Ferdinand Laurent in 1979.

## Uiterlijke kenmerken
De kikker is bruin van kleur en heeft felle, groene stippen aan de bovenzijde. De onderzijde is lichter tot wit. Mannetjes zijn tussen 29 en 32 millimeter lang, de grote vrouwtjes bereiken een lichaamslengte tot 40 mm. De pupil is horizontaal.

## Verspreiding en habitat
Hyperolius sankuruensis komt voor in het zuiden van Centraal-Congo. In 2010 werd hij er voor het eerst sinds 1979 nog eens waargenomen.